# Port Ouest de Maarianhamina
Le port de l'Ouest (finnois : Länsisatama satama, LOCODE:FI MHQ)  est un port de passagers situé à Maarianhamina dans l'archipel Finlande.

## Présentation

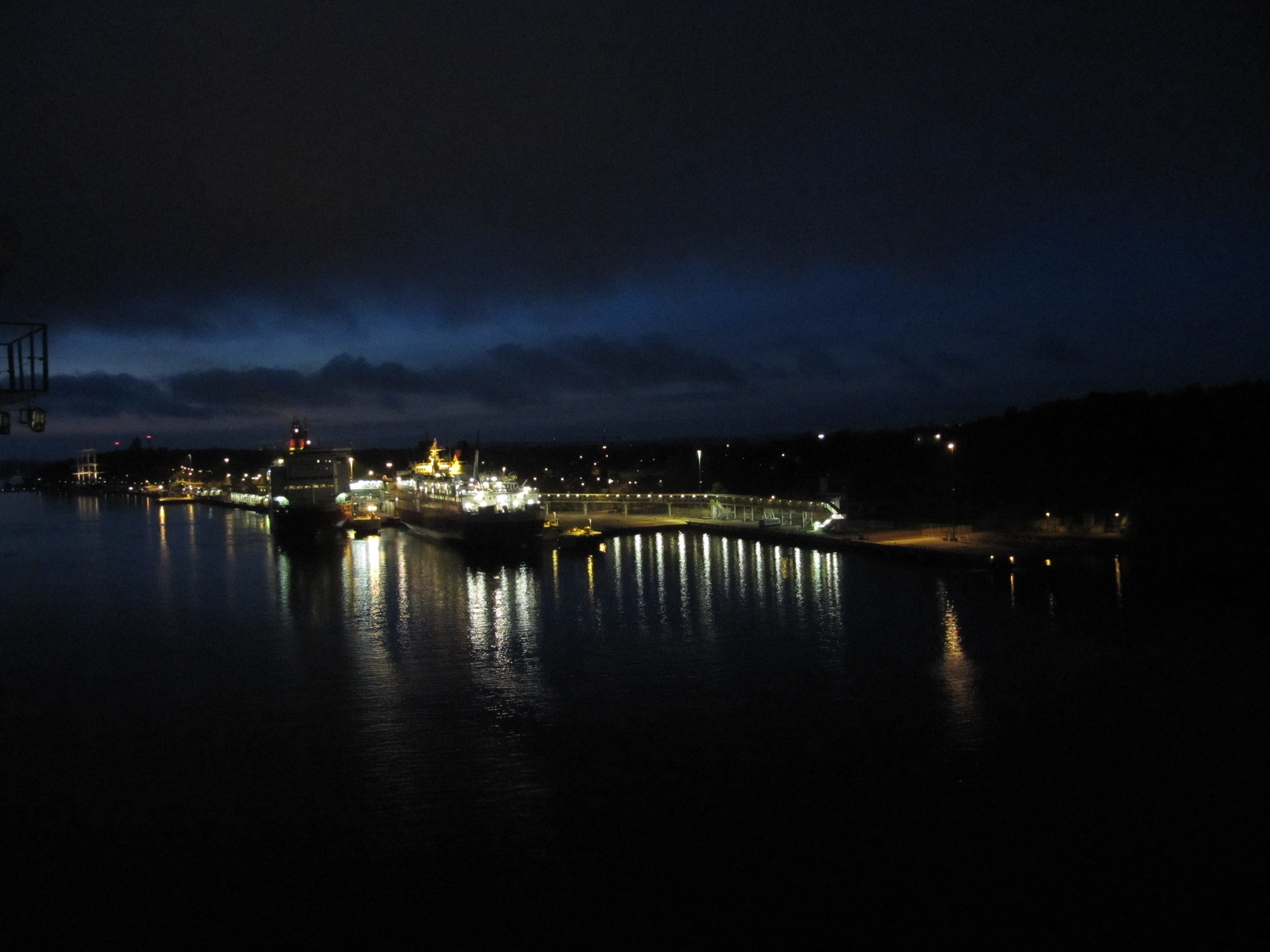
Le port vu d'un bateau venant de Stockholm.

La voie de navigation dans le port de l'Ouest a une profondeur maximale de 9,2 mètres et une largeur navigable minimale de 200 mètres.
Le port ne gèle pas l'hiver, ou n'est couvert que par une mince couche de glace.
La plupart des traversiers entre le sud de la Finlande continentale et la Suède, ainsi qu'entre l'Estonie et la Suède, font escale à Mariehamn.
Cela est dû en grande partie au fait qu'Åland ne relève pas du régime douanier de l'Union Européenne, qui permet aux navires faisant escale dans un port d'Åland de vendre des marchandises hors taxes,,.
| Port                        | 2015      | 2019      |
| --------------------------- | --------- | --------- |
| Port Ouest de Maarianhamina | 2 334 335 | 2 404 700 |